# Polymetylpenten

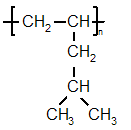
Cấu trúc phân tử của polymethylpentene

Polymetylpenten hay PMP là một loại polymer nhiệt dẻo gốc methylpentene monomer. Được ứng dụng trong các dạng bao bì ngành gas, vật dụng y tế, các thành phần của lò vi sóng và các thành phần thí nghiệm. Đây là vật liệu phát triển bởi hãng Mitsui Chemicals nên nó thường được gọi theo tên thương hiệu là TPX.

## Tính chất vật lý
Polymethylpentene nóng chảy ở ≈ 235 °C và có tỷ trọng thấp (0,84 g·cm³).
PMP có khả năng chịu hóa chất rất tốt, nên được dùng trong các vật liệu thí nghiệm, ống nghiệm.
Hấp thu độ ẩm cực thấp. Cách điện rất tốt.